# Světec

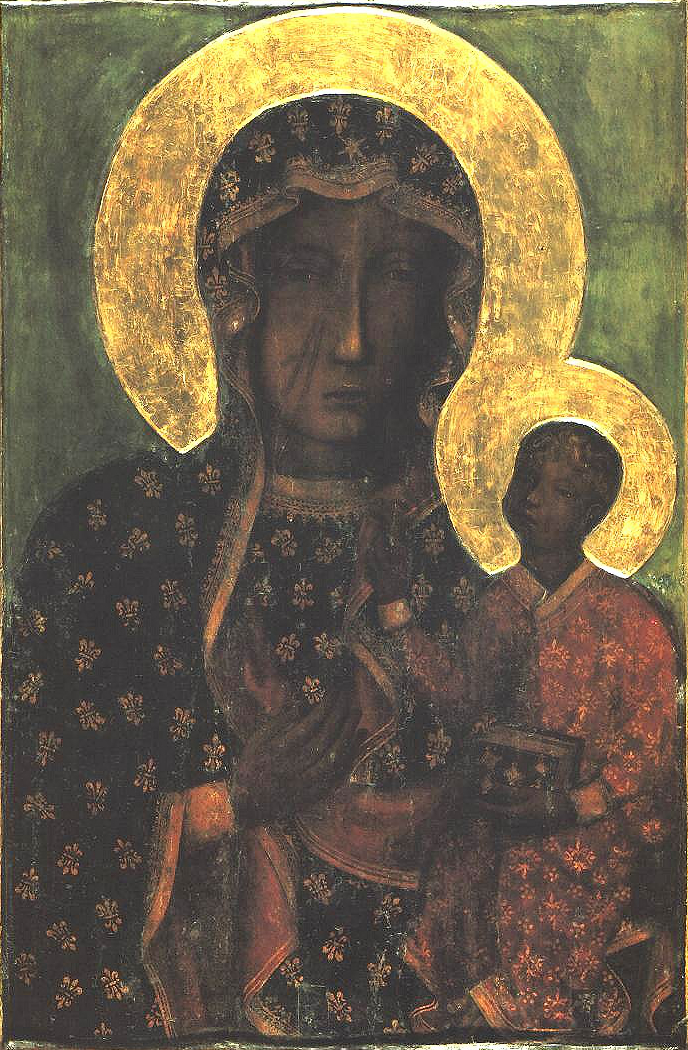
Panna Maria je podle katolíků i pravoslavných první mezi svatými. Zde slavný obraz Černé Madony.

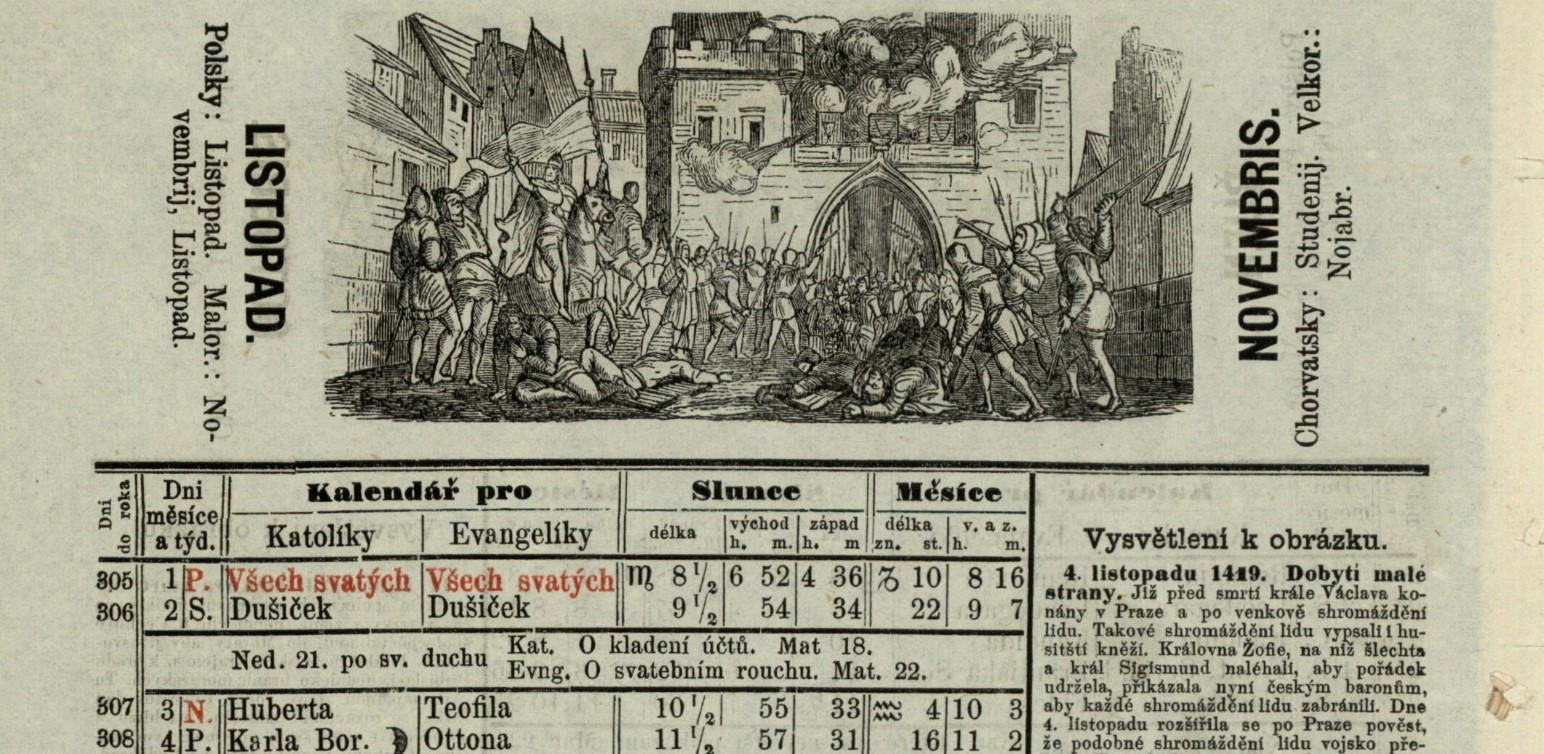
Měsíc listopad v českém kalendáři na rok 1867 (detail). Kalendárium svatých je uvedeno nejen pro katolíky, ale i pro evangelíky.

Světec či svatý je v náboženské víře a úctě člověk, který dosáhl svatosti či blízkosti Bohu.    

## Křesťanství

### Svatost v Bibli
V Novém i Starém zákoně nejde o svatost v morálním smyslu, jak to někdy chápe naše současná kultura, ale jde o výraz z tehdejší náboženské a tedy kultické řeči, který „označoval to, co je Bohem odděleno od ostatního světa, zprostředkuje jeho poznání a od svého okolí se liší tak, jako se chrám liší od ostatních staveb“.  Starý zákon užívá slova „svatý“ (hebrejsky KADOŠ, קָדוֹשׁ) pro označení nejen Boha, ale i „lidí, kteří byli zasvěceni k náboženským účelům, např. kněží, určených k zvláštním obřadům, a dokonce i celého izraelského národa, odděleného od ostatních a zasvěceného Bohu“ s tím, že tato svatost lidí je odvozována od Boží svatosti.
Křesťanství se liší od judaismu v tom, že v případě pojmu svatosti začíná klást důraz na jeho morální smysl a začíná chápat člověka jako od narození hříšného, porušeného dědičným hříchem. Vychází mimo jiné z předpokladu, že Starý zákon předepisuje oběti za hřích proto, aby jejich prostřednictvím byl člověk od hříchu očišťován, přičemž takovéto očišťování nevnímá jako jednorázový akt, ale jako proces, který je nutno neustále opakovat, dokud nepřijde ten, kdo přinese dokonalou oběť. Nicméně samotný Nový zákon takovéto pojetí ještě nezná. Naopak se v něm tvrdí, že zvířecími oběťmi se hříchy pouze „připomínají, neboť krev býků a kozlů není s to hříchy odstranit“.
Křesťané jsou přesto přesvědčeni, že Nový zákon prohlubuje starozákonní pojetí svatosti. Zásadní změnou je v tomto případě ukřižování Ježíše Krista jako základní skutečnosti křesťanské víry. Dokonalou a již dokonanou obětí za hřích celého lidstva je v novozákonním pojetí smrt Ježíše Krista na kříži. Za hříchy lidstva zde dle Nového zákona zemřel Bůh sám ve svém synu Ježíši Kristu. Ale jako nehříšného ho smrt nemohla udržet ve své moci, tak byl Kristus třetího dne vzkříšen - podle Božího plánu záchrany lidstva. Kdo této zprávě uvěří, tomu je vše odpuštěno a vydává svůj život Bohu - odděluje se pro Boha - stává se svatým. Svatost v novozákonním pojetí proto znamená život v milosti skrze tuto oběť. Bůh odpouští lidský hřích proto, že za něj bylo zaplaceno výkupné. Novozákonní teologie nazývá tuto skutečnost termínem zástupná oběť. Svatost těch, kteří toto pojetí přijali, tj. křesťanů, je tedy v Novém zákoně chápána jako zprostředkovaná. Neděje se vlastním přičiněním, není výsledkem askeze, nýbrž děje se Boží milostí.
Snahu o zlepšení vlastního života a odstranění pokračujícího hříchu nazývá Nový zákon termínem posvěcení. Totéž vyjadřuje teologický termín posvěcený život. Posvěcení není chápáno jako prostředek spásy, nýbrž jako průvodní znak jejího uskutečnění. Nový zákon jej nazývá termínem ovoce Ducha Svatého. Je zde tedy zcela obrácen smysl tohoto usilování. Není původcem svatosti, ale je jejím produktem.

### Katolíci a pravoslavní
Prototypem svatého je v katolictví a pravoslaví mučedník. Mučedníci byli také prvními uctívanými světci. Mučedník je člověk, který za svou víru položil život, to znamená, že dokázal obětovat pro svou víru i to nejcennější, co měl, a je tedy s jistotou přijat Kristem. Je to v podstatě aplikace Kristových slov: Kdo se ke mně přizná před lidmi, k tomu se i já přiznám před svým nebeským Otcem. Pokud byl později uctíván někdo, kdo mučednickou smrtí nezemřel, pak to bylo proto, že celý jeho život byl podobný mučedníkům; jednalo se většinou o mnichy a askety. Svatí jsou tradičně zobrazováni se svatozáří kolem hlavy. K rozeznávání konkrétních svatých slouží v pravoslaví především písmena naznačující jejich jméno a typické oblečení, v katolictví především atributy – charakteristické předměty nebo zvířata jako kniha, stavba, oblečení, kříž, ovce, pes, u vládců koruna, u panen a paniců lilie, u mučedníků konkrétní popravčí nástroj aj.
Svatý je člověk, který žil tak, že si jsou věřící jisti, že po smrti dosáhl spásy. To má dva důsledky;
1. tohoto světce, který je již před Božím trůnem, je možné prosit o přímluvu a pomoc;
2. tento světec může být předkládán jako životní příklad k následování.

V širším slova smyslu se křesťan může takto chovat v případě všech, o nichž je přesvědčen, že jsou svatými, může tedy prosit o přímluvu u Boha např. své mrtvé rodiče. Je to důsledkem učení o společenství svatých.
Naopak v užším slova smyslu se za svatého považuje ten, koho za takového vyhlásila jeho církev (týká se to většiny církví katolických a pravoslavných ortodoxních). V tomto smyslu je označení Svatý posledním stupněm formální kanonizace (svatořečení). Jde o přesně vymezený formální postup, během něhož jsou zkoumány zásluhy dotyčného a zázraky, které jsou s ním spojeny. Pokud kandidát na světce tímto procesem projde, je jako svatý vyhlášen oficiálně a veřejně. Světci je vyhrazen den v roce a je slaven jeho svátek u oltáře (tzn. v liturgii). Může mu být zasvěcen kostel, věřící jej žádají veřejně o přímluvu u Boha atd.
V Katolické církvi jsou osoby, u nichž byl započat kanonizační proces nazýváni služebníky Božími, během procesu jsou pak označování jako ctihodní a blahoslavení. Po potvrzení papežem jsou pak označování jako svatí. Pravoslavní jmenují světce vlastními epitety, charakterizující jejich činnost pro Krista (např. vyznavač, rovný apoštolům, lékař-nezištník, apod.).

## Buddhismus
V evropských jazycích je někdy dost nepřesně označován probuzený (osvícený) člověk jako svatý, obdobně jsou někdy jednotlivé stupně probuzení popisovány jako stupně svatosti. Jedná se však o nedorozumění, protože tu jsou značné rozdíly mezi křesťanským pojmem svatý a probuzením v buddhismu. Probuzená bytost dosahuje tohoto stavu pouze vlastním úsilím bez přispění jiné nadpřirozené bytosti. Mistr, guru či učitel má pouze úlohu instruktora. Probuzení v buddhismu je popisováno jako vykořenění takzvaných tří zel - nenávisti, nevědomosti a chtivosti. V žádné buddhistické škole neexistuje oficiální seznam svatých (respektive probuzených) jako tomu je např. v katolické církvi. Probuzení je osobní záležitostí každého jedince. Z toho důvodu je z hlediska buddhismu nesmyslné žádat přímluvu u probuzené bytosti, protože nikdo nemůže očistit mysl někoho jiného. Přesto se později kolem významných existujících i legendárních postav buddhismu vytvořilo mnoho lidových kultů, které do určité míry připomínají uctívání světců v křesťanství. Zejména v mahájánovém buddhismu je jejími stoupenci vyhledávána ochrana u tzv. transcendentních bódhisattvů a buddhů. Např. v Japonsku je bódhisattva Džizó považován za ochránce poutníků, nebo v Číně se ke Kuan-jin (ženská podoba bódhisattvy Avalókitéšvary) neplodné ženy obracejí s prosbou o narození dítěte.

## Hinduismus

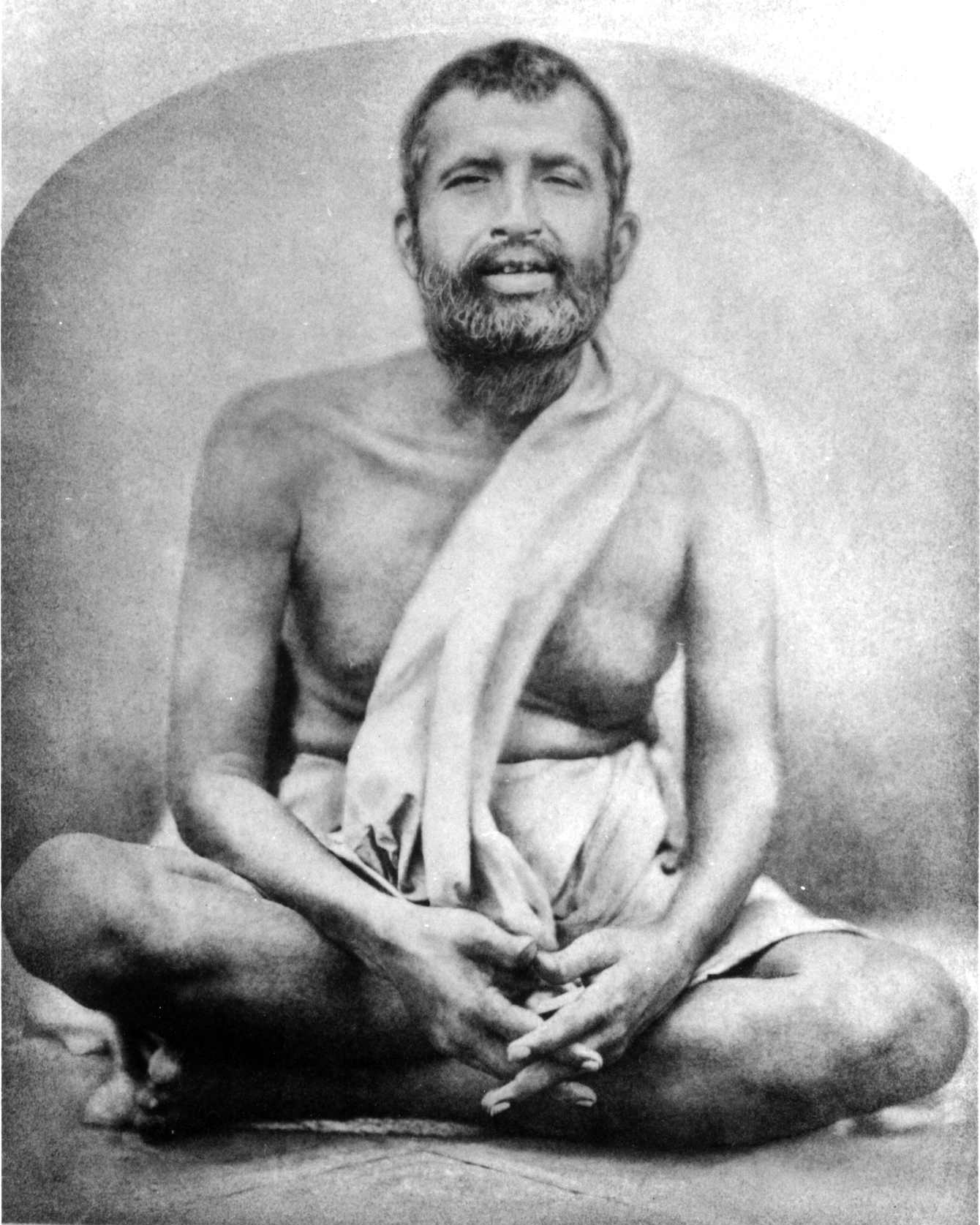
Rámakršna, v několika tradicích považován za světce

V hinduismu jsou taktéž uznáváni svatí, ale k jejich nalezení není určen formální postup. Pro světce neexistuje společný název, ale naopak je mnoho titulů jako např. Guru, Sádhu, Jógíni a další, svatí též nejsou u všech tradicí stejní. . Příkladem světce by mohl být Širdí Sáí Bába, fakír a guru který je do dnes mnoha lidmi uctíván, nebo Rámakršna (guru).